# Madeleine Mitsotso
Madeleine Mitsotso (ur. po 1955, zm. 8 maja 2018) – kongijska piłkarka ręczna, reprezentantka kraju. Olimpijka.
Występowała na pozycji bramkarki. Reprezentowała Kongo na Letnich Igrzyskach Olimpijskich 1980. Wystąpiła we wszystkich spotkaniach, jakie rozegrała drużyna z Konga na tych zawodach. Były to mecze przeciwko reprezentacjom: ZSRR (11-30), Węgier (10-39), NRD (6-28),  Czechosłowacji (10-23) i Jugosławii (9-39). Jej drużyna zajęła ostatnie szóste miejsce w zawodach.
Brała udział m.in. w mistrzostwach świata U-20 w 1977 roku, oraz w mistrzostwach Afryki w 1979 roku, na których jej reprezentacja zajęła pierwsze miejsce.
Zmarła 8 maja 2018 roku. W jej pogrzebie, który odbył się 11 dni później, uczestniczyło wiele kongijskich piłkarek ręcznych, w tym m.in.: Germaine Djimbi, Solange Koulinka, Angélique Abemane, Pascaline Bobeka, Yvonne Makouala, Julienne Malaki, Micheline Okemba. Została pochowana na cmentarzu w Ngoyo, będącym dzielnicą miasta Pointe-Noire.